# A Cobra Fumou
A cobra fumou é um filme documentário brasileiro de 2003, dirigido por Vinícius Reis . O produtor é Erik de Castro que dirigira antes Senta a Pua! (2001) e depois O Brasil na Batalha do Atlântico (2012), todos sobre a participação militar brasileira na Segunda Guerra Mundial. O título se refere a uma piada da década de 1940, conforme explicado na narração de Bete Mendes, a de que seria mais fácil uma cobra fumar do que o Brasil enviar tropas para lutar na Segunda Guerra Mundial. O roteiro é baseado em várias entrevistas realizadas com ex-combatentes ("pracinhas"), tanto no Brasil como na Itália e algumas imagens de arquivo do Arquivo Nacional e de Jean Manzon.

## Enredo
O filme começa antes dos créditos iniciais, com imagens gravadas em 25 de fevereiro de 2000, na rodovia 64 na Itália, com a narração explicando que por ali operaram as tropas brasileiras que combateram na Segunda Guerra Mundial. Após os letreiros, são exibidas imagens de cinejornal mostrando o desfile de tropas brasileiras (Força Expedicionária Brasileira - FEB) que iriam embarcar para a Europa. Mais imagens e manchetes de jornais explicam a entrada na Guerra do Brasil, havendo a informação de que foi organizado um contingente de 25 mil homens para se juntarem aos Aliados contra os nazi-fascistas na Europa. O primeiro escalão embarcou em julho de 1944, sendo que os soldados só souberam do destino quando desembarcaram no porto de Nápolis. A missão era combater o restante das tropas nazistas que ainda estava no norte da Itália, atrás de uma linha de defesa fortificada conhecida como "Linha Gótica". Os alvos estratégicos eram o Monte Castello e a cidade de Montese, na Cordilheira dos Apeninos. Após essas informações iniciais, começam as séries de entrevistas, divididas em partes com as datas e os nomes dos entrevistados:

### 1999-19 de novembro
As imagens mostram Brasília, a cidade onde foi realizado o 11º Encontro dos Brasileiros, que Combateram na II Guerra Mundial. Na primeira entrevista, um ex-combatente, Waldemiro Pimentel, explica que era bancário e fora alistado para lutar na Guerra. Se não se apresentasse, seria considerado "desertor". 

### 1999-22 de novembro -Carlos Scliar
Em Cabo Frio, ocorre a entrevista com o artista plástico Carlos Scliar que foi para Guerra aos 24 anos e serviu como cabo da artilharia. São citados os livros sobre a Guerra de Rubem Braga e Joel Sidreira e um de crônicas da BBC. O artista conta que fez mais de 1000 desenhos enquanto estivera lá, mas destruiu a maior parte.
No Rio de Janeiro é entrevistada a Major Elza Cansanção Medeiros, ex-enfermeira da Cruz Vermelha, que contou possuir um acervo de cerca de 5 mil fotos da FEB, algumas exibidas no filme, além de 1.700 slides que usava em várias palestras. Quando perguntada sobre qual o tipo de ferimento mais comum, ela destacou os causados por minas terrestres.

### 1999 - 23 de novembro - Gal. Meira Matos
Antes da entrevista, a narração explica que a tropa brasileira se tornou uma divisão americana comandada pelo general norte-americano Mark Clark. O comandante brasileiro da FEB foi o Gal. Mascarenhas de Moraes e as tropas lutaram entre setembro de 1944 e maio de 1945, quando foi encerrada a Guerra. Na entrevista, o general Carlos de Meira Matos mostra a condecoração que recebeu dos americanos, a Estrela de Bronze, cuja entrega teve uma foto tirada no QG da FEB. Ele conta que na chegada da FEB, havia 23 divisões no Teatro de Operações do Mediterrâneo, 8 dos americanos, 3 ou quatro francesas, 4 ou 5 inglesas, todas com combatentes veteranos e alguns famosos.

### 1999-24 de novembro - Manoel
O ex-soldado Manoel Ramos de Oliveira (Soldado 602) conta que ao chegar na Itália, os italianos demonstraram medo nos primeiros contatos pois os alemães haviam espalhado o boato de que os brasileiros "comiam gente" (provável referência aos índios antropófagos que os europeus encontraram na época da colonização). Ele não queria contar muita coisa mas acaba narrando um fato triste que tomara parte num dia de folga em Pistóia.
A próxima entrevista é com o correspondente de guerra Joel Silveira, que conta que junto com ele na linha de frente estavam nessa função Rubem Braga, Thássilo Mitke e Raul Brandão, dentre outros.

### 1999-25 de novembro -Joel Silveira
O jornalista fala sobre o dia da rendição dos alemães à FEB (29 de abril de 1945), uma divisão inteira (a 148ª) com 14.624 homens, que tivera uma cobertura apressada em função de na mesma data terem havido as fuga e morte de Benito Mussolini. A narração explica que as tropas inimigas foram cercadas 2 dias antes pelo esquadrão de reconhecimento do Capitão Plínio Pitaluga na cidade de Fornovo di Taro.

### 1999-27 de novembro - Gen Plínio Pitaluga
A narração explica que o General Plínio é tratado como herói por muitos ex-combatentes, adjetivo que ele rejeita. Ele explica que queria que seus homens voltassem e que de seu esquadrão de 200 combatentes, morreram apenas quatro.
A próxima entrevista é com Dona Miranda Bonani dos Santos, italiana que se casou com um combatente brasileiro. Ela conta que o pedido de autorização feito durante a Guerra pelo soldado, para se casar, fora negado pois era "proibido casar com o inimigo", o que ela achara estranho. Mas depois isso foi superado e ela estima que cerca de 200 italianas se casaram com militares brasileiros. Ela comenta sobre o dia em que a guerra acabou, dizendo que fora um alívio mas não toda aquela euforia mostrada no cinema, pois as pessoas não tinham mais casas, parentes e tudo estava destruído.

### 1999-29 de novembro - Coronel Sérgio
O militar Sérgio Gomes Pereira fora à Itália como tenente, aos 20 anos de idade. Ele mostra fotos de seu pelotão, dizendo que a maioria dos que aparecem ali morreram nos combates. A narração explica que a FEB participara da "Ofensiva da Primavera", comandada pelo General Clark, e que a missão dos brasileiros era libertar a cidade de Montese. A batalha, em abril de 1945, foi considerada a mais sangrenta da FEB.
A próxima entrevista se dá no Museu da FEB, na Casa da FEB, localizada na Rua das Marrecas no centro do Rio de Janeiro. Os ex-combatentes José Cândido da Silva e João Vianna de Oliveira mostram o uniforme dos pracinhas, que era para o inverno mas considerado de isolamento insuficiente, dado ao rigor experimentado na região nos últimos meses de 1944 (17 a 19 graus centígrados abaixo de zero, conforme contam). Nessa época, a FEB realizou quatro tentativas de tomar o Monte Castelo (24,25 e 29 de novembro e 12 de dezembro de 1944) sofrendo fracassos e mortes de centenas de soldados brasileiros. A vitória só ocorreu em fevereiro de 1945, quando a FEB contou com o apoio da aviação brasileira e da 10ª Divisão Americana de Montanha. Um dos entrevistados conta que o pior dia foi 12 de dezembro, quando muitos de seus companheiros do chamado Regimento Sampaio, tombaram mortos e feridos.

### 1999 - 2 de dezembro - Rubens

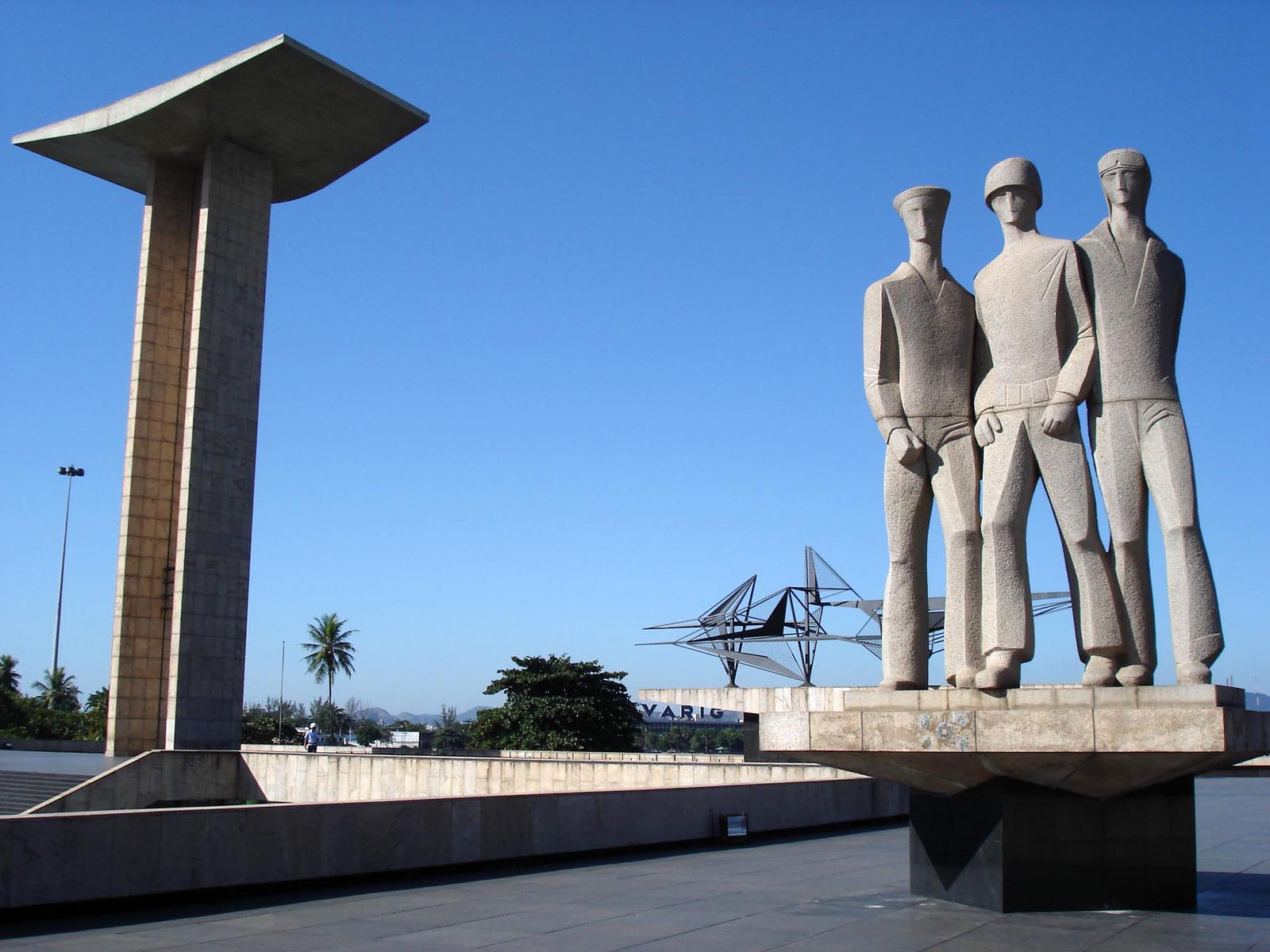
Monumento aos Mortos da Segunda Guerra Mundial

A próxima entrevista se passa diante do Monumento aos Mortos da Segunda Guerra Mundial, no Aterro do Flamengo, inaugurado em 1960, onde foram guardadas as 466 urnas de combatentes mortos na Itália. Rubens Leite de Andrade fora alistado como padioleiro e depois soldado da Infantaria. Ele explica que fora escolhido para a função de "esclarecedor", batedor que ia à frente da tropa para verificar as posições das tropas inimigas. E que agindo assim, em 6 de março de 1945, ao tentar localizar os alemães que recuaram de Monte Castello, perdera uma perna ao entrar num campo minado, local em que vários outros companheiros sofreram o mesmo destino ou até vieram a falecer.

### 1999 - 2 de dezembro - São Paulo Filho
Nessa próxima entrevista, o ex-pracinha Antonino São Paulo Filho fala sobre a viagem do Brasil até a Itália, num navio com capacidade para 7 mil soldados, com muitos enjoos devido a navegação não ser em linha reta e também pelo consumo da comida americana, a qual os soldados não estavam acostumados. A viagem durara 16 dias e 16 noites. Ele explica que sabia aplicar injeções e que graças a isso uma enfermeira americana o deixara encarregado em suas saídas, da chave do cofre da penicilina, medicamento que era constantemente requisitado tanto por combatentes como por civis. Ele conta da visão mais marcante que teve, a do destruído Porto de Nápolis.

### 1999-3 de dezembro - Moyses
As próximas entrevistas se passam no Conjunto Habitacional dos Ex-Combatentes de Benfica, Zona Norte da Cidade, inaugurado em 1957, local onde morava Moyses Isidro da Silva e vários outros ex-pracinhas. Um deles mostra as fotos que tirou dos corpos de Mussolini e da companheira, Claretta Pettacci, executados em Milão ao tentarem fugir. Ele conta que estava com os ex-jogadores Perácio e Timbira e se encontraram com Davi Nasser e o irmão, pouco antes do acontecimento.

### 2000
Em 21 de fevereiro, data comemorativa da tomada de Monte Castello, começam as filmagens na Itália. O ex-sargento combatente Miguel Pereira, guardião do monumento de Pistóia e que estava no encontro de Brasília, conduz a equipe até Abetaia, um lugarejo próximo de onde ocorreram as batalhas. Ele conta que a primeira missão da FEB fora guardar a estrada até Vergato, ladeada por encostas dominadas pelos alemães. Ele narra a tomada do Monte Castello, considerada um ponto de honra pela FEB. Após a batalha, pediu para resgatar os mortos, pois dizia que sabia onde estavam, e que com a cena dos corpos, jurara cuidar deles e por isso ficara morando no local onde houve os sepultamentos (os restos mortais foram transladados para o Brasil em 1962).

### 2000 - 22 de fevereiro - Pietro Moruzzi
O entrevistado era um guerrilheiro italiano e mostra a foto do dia que se rendeu aos americanos, quando contava com 17 anos. E depois entrou como agregado para o 5º Exército dos Estados Unidos, como também foram as tropas brasileiras. E depois trabalhou para a contra-espionagem soviética.

### 2000 - 23 de fevereiro - Sulla Giovanni
Nessa entrevista, um jovem pesquisador italiano mostra a Torre de Nerone, uma cabeça-de-ponte estratégica da FEB pois se podia observar todo o Vale do Rio Nievole e também o Vale do Rio Reno, mantida de novembro de 1944 a abril de 1945 a muito custo por ser alvo constante de bombardeio inimigo (ele mostra uma bomba alemã de 81 mm, apontada como uma das maiores causas de baixa dos brasileiros no local).

### 2000 - 24 de fevereiro
O narrador conta que Sulla vive com a família em Montese. O italiano informa que na área de Montello, ao redor de Montese, foram mortos quase 200 soldados brasileiros ao final de quatro dias de batalha. O local, de difícil acesso, foi onde a FEB enfrentou a 114ª Divisão Jagger, de veteranos da frente russa que se estabeleceram ali fortemente.

### 2000 - 25 de fevereiro - Miguel Pereira

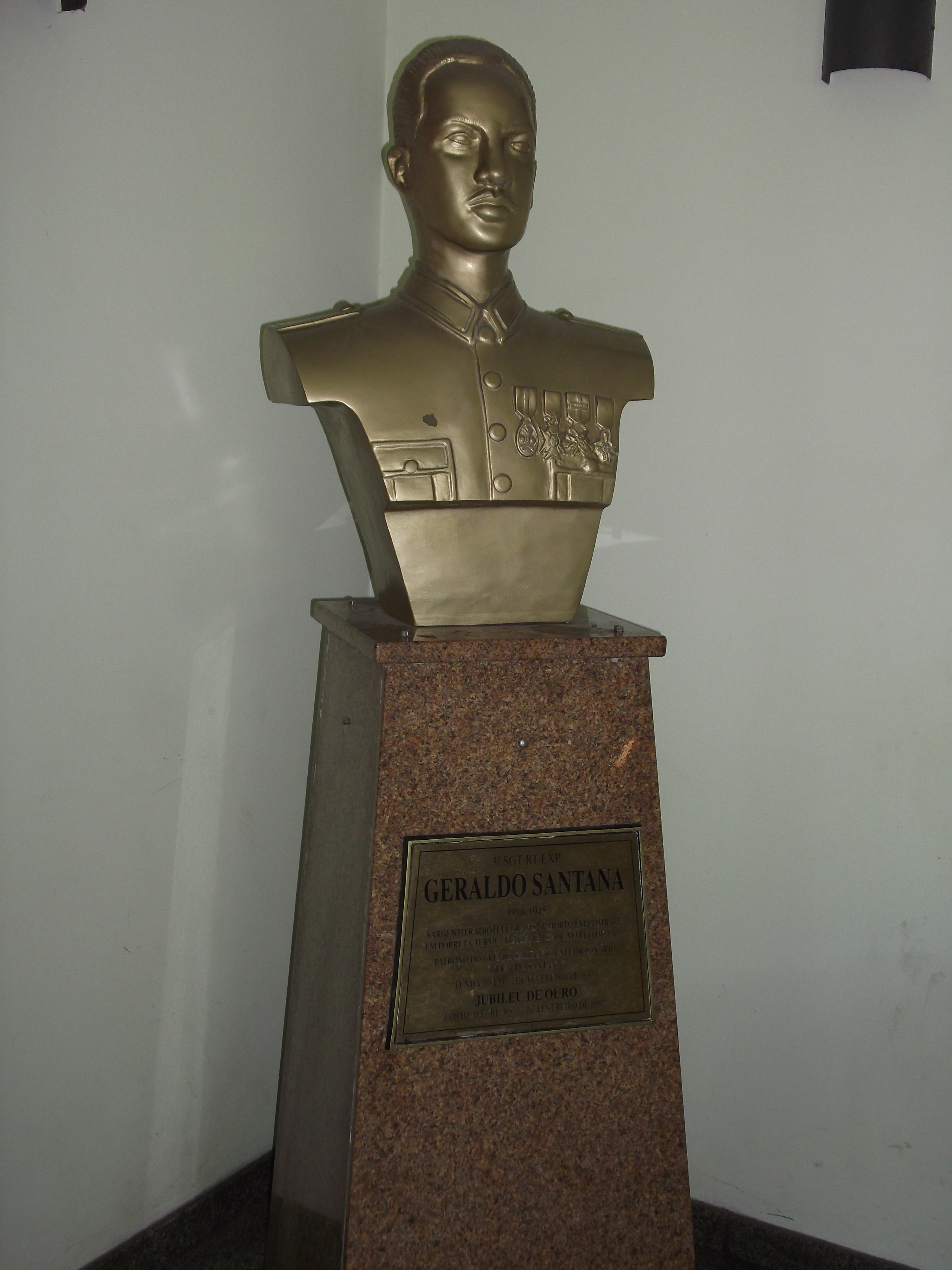
Busto de Geraldo Santana em Porto Alegre

Último dia de filmagens, realizada no Monumento dos Pracinhas em Pistóia. Miguel Pereira conta sobre alguns mortos que foram homenageados com placas e que conhecera: Geraldo Santana, telegrafista que trabalhava no QG em Porretta Terme e que falecera por não querer deixar o posto, sob intenso bombardeio, pois esperava por notícias da filha que estava para nascer; Max Wolff Filho, sargento considerado por Miguel como um grande herói, que sempre se oferecia como voluntário; e o Sargento Assad Feres, que se negava a se abaixar durante os tiroteios e que acabou sendo atingido nos primeiros dias dos combates. A equipe encerra os trabalhos, contando que foram ao todo 80 horas de filmagens.